# حمود الدوسري
حمود حماد الدوسري، لاعب كرة قدم سعودي يلعب في خط الدفاع.

## مسيرة اللاعب
لعب في الفئات السنية في نادي الهلال ونادي الرياض.